# Chikusa-ku
Chikusa-ku （千種区）é um dos Wards importantes na área educacional e de entretenimento da cidade de Nagoya.

## Características
Neste distrito, estão abrigados as principais instituições de ensino superior da cidade de Nagoya, entre eles o Nagoya Daigaku (Universidade de Nagoya), Nanzan Daigaku, Meijo Daigaku, a Faculdade de Tecnologia de Aichi entre outros.
Também se encontram importantes unidades de ensino básico da cidade onde se pode destacar a Shiroyama Chuugakko (Escola de Nível Médio Shiroyama) que é considerado uma das melhores escolas de nível médio da cidade.
Na área de entretenimento, o distrito de Chikusa abriga o Higashiyama Doobutsuen Koen (Zoológico Municipal de Higashiyama e Jardim Botânico da Cidade de Nagoya). O zoológico e jardim botânico de Higashiyama é um grande complexo verde na cidade de Nagoya, abrigando diversos exemplares animais e exemplares botânicos em um local que mescla um parque zoológico com um parque de diversões, que garantem entretenimento para todas as idades. Nos finais de semana é muito frequentado por famílias com pequenas crianças que podem se divertir no parque de diversões e ao mesmo tempo apreciar exemplares animais e de plantas.
No complexo de Higashiyama ainda está localizado o Higashiyama Sky Tower, uma grande torre de onde se pode apreciar a vista da cidade de Nagoya praticamente como um todo. A grandiosidade desta torre é notória sendo que ela pode ser avistada desde a cidade de Miyoshi e Toyota, localizados aproximadamente a 18 km de distância da cidade de Nagoya.
A região é servida por diversas linhas de transporte coletivo e conta com uma linha de metrô (Linha Higashiyama - Amarela) que corta o distrito do centro da cidade (região de Sakae) passando pelo Parque de Higashiyama em direção a cidade de Nagakute (onde se realizou no ano de 2005 a EXPO AICHI). Em Chikusa ainda pode-se utilizar as linhas ferroviárias da JR (Japan Railways) em direção à estação central de Nagoya ou à estação de Kanayama.
Próximos do distrito de Chikusa ainda pode-se acessar as principais rotas de saída da cidade de Nagoya utilizando-se importantes vias de acesso tais como a Kokudoo 153(Rota Federal 153) em direção a cidade de Toyota e à Província de Nagano, Tomei Koosoku-do (Via Expressa Tomei) de onde pode-se tomar rumo as cidades de Okazaki, Toyota e Tokyo e de outro lado sentido Osaka. O distrito conta ainda com acesso à Nagoya Koosoku (Via Expressa de Nagoya) de onde pode-se dirigir para qualquer região dentro da cidade de Nagoya através de suas vias elevadas ou subterrâneas.